# 凉山彝族奴隶社会博物馆
凉山彝族奴隶社会博物馆（英語：Liangshan Yizu Slave Museum）是一座位于四川凉山彝族自治州西昌的博物馆。馆长是邓海春。

## 历史
1985年8月4日建成开放，是中国第一个民族博物馆。占地面积30000平方米，总建筑面积5000平方米。馆内有八个展厅，馆藏文物4000多件，其中包括256件国家珍贵文物。

## 火灾
2020年四川西昌森林火灾曾经一度逼近博物馆，最近时仅距80米。相关文物陆续转移，4月1日解除火情威胁。

## 营业时间
- 周二至周日：上午八点半至下午四点
- 周一闭馆